# 斗龙港
斗龙港，位于中華人民共和國江苏省北部，是里下河水网东西向排水入海的“四大港”之一，又名龙开河，牛湾河。斗龙港西起盐城市盐都区东南端，兴盐界河与雌河交汇处，沿着盐城市亭湖区与大丰市交界向东北流，至大丰市新丰镇西北汇老斗龙港河，源头至此又称新斗龙港河。新、老斗龙港合流再东北过三龙镇至斗龙港闸入黄海。全长55.5公里。多年平均入海年径流量14亿立方米。